# Homalotylus nigricornis
Homalotylus nigricornis är en stekelart som beskrevs av Mercet 1921. Homalotylus nigricornis ingår i släktet Homalotylus och familjen sköldlussteklar.
Artens utbredningsområde är:
- Bulgarien.
- Ungern.
- Italien.
- Spanien.
- Armenien.
- Turkmenistan.
- Turkiet.
- Tadzjikistan.
- Uzbekistan.

Inga underarter finns listade i Catalogue of Life.